# Musée national du Bardo (Algérie)
Pour les articles homonymes, voir Musée national du Bardo et Bardo.
Le musée national du Bardo (en arabe : المتحف الوطني باردو) est un musée archéologique et ethnographique algérien situé dans la commune de Sidi M'Hamed, dans la wilaya d'Alger, en haut du boulevard Didouche-Mourad, ex-rue Michelet. Il domine ainsi l'avenue Ahmed Ghermoul et l'hôpital Mustapha Pacha. Il a été dénommé musée du Bardo avant de prendre son nom actuel en 1985.

## Historique
La villa du Bardo aurait été bâtie, à la fin du XVIIIe siècle, par un riche Tunisien exilé, Hadj "Omar" ou "Mustafa" Ben Omar.
En 1830, la villa est affectée au général Maurice Exelmans.
En 1879, une extension dans la partie basse est construite par son dernier propriétaire, le Français Pierre Joret, fils du constructeur du chemin de fer d'Alger à Constantine Henri Joret.
La soeur de Pierre Joret, Mme Frémont, consent en 1926 à céder la villa à l'Etat français.
Destiné à se rapprocher du Musée de l'Homme (Paris), l'édifice est inauguré en 1930 en tant que musée d'ethnographie et d'art indigène, à l'occasion du centenaire de l'Algérie française, sous l'impulsion notable de Maurice Reygasse.
Classé par arrêté "monument historique" le 1er septembre 1985, le musée est classé "musée national" le 12 novembre 1985.
La villa abrite également le siège du Centre national de recherches préhistoriques, anthropologiques et historiques (CNRPAH), établissement public à caractère scientifique et technologique, dont les domaines de recherche recoupent préhistoire, anthropologie et histoire.

## Collections
Le musée abrite dans ses murs deux grandes collections, la collection préhistorique et la collection ethnographique.
Généralement, les objets préhistoriques proviennent des fouilles menées en Algérie ou sont acquis dans le cadre d'échanges avec les institutions des pays étrangers. Quant aux pièces ethnographiques, celles-ci sont acquises par achat ou par don.

### Collection préhistorique
La collection préhistorique comprend des objets paléolithiques et néolithiques, une collection de figurations préhistoriques et d'œufs d'autruches utilisés comme contenants par les hommes préhistoriques. Le Néolithique est représenté par un mobilier funéraire accompagnant les sépultures provenant des tumulus et dolmens.
La pièce maitresse de la période antique est la collection comprenant les bijoux et le mobilier funéraire de Tin Hinan, reine des Touaregs, dont le squelette aurait été trouvé en 1925 près d'Alabessa, dans le massif montagneux du Hoggar, et daté du IVe siècle.
Sont exposés plusieurs restes fossiles et ossements d'espèces animales (crocodile, éléphant d'Afrique du nord, hippopotame...) découverts dans plusieurs régions de l'Algérie, ainsi que des restes fauniques (hippopotames, rhinocéros, crocodiles) et lithiques (galets taillés, éclats de silex) découverts sur le site de Aïn Hanech, et d'autres vestiges issus de la fouille du site acheuléen d'Errayah (Mostaganem). Sont également exposés des restes humains remontant à environ 750 000 ans découverts sur le site acheuléen de Teghennif (Mascara), et un crâne humain et des ustensiles en pierre et en os vieux de 14 000 ans découverts dans la région de Taza (Jijel). On y trouve aussi des restes humains, des pointes de flèches, des fragments de poterie remontant à plus de 11 000 ans, en plus d'objets de culte et de gravures et peintures rupestres découvertes sur le site de Tin Hanakaten, dans le Tassili n'Ajjer (Djanet).

Échantillon de la collection préhistorique du musée
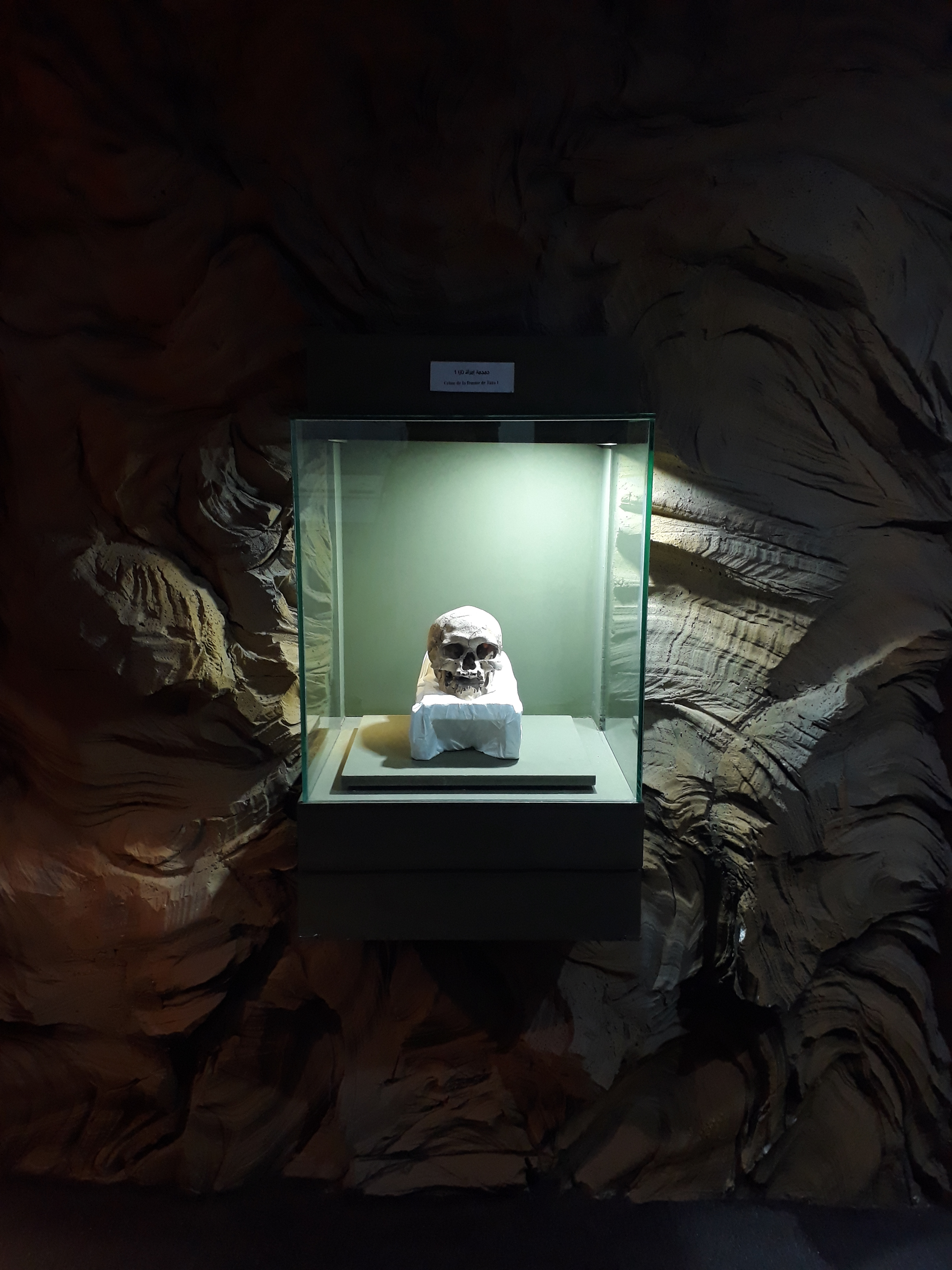
Crâne de la femme de Taza
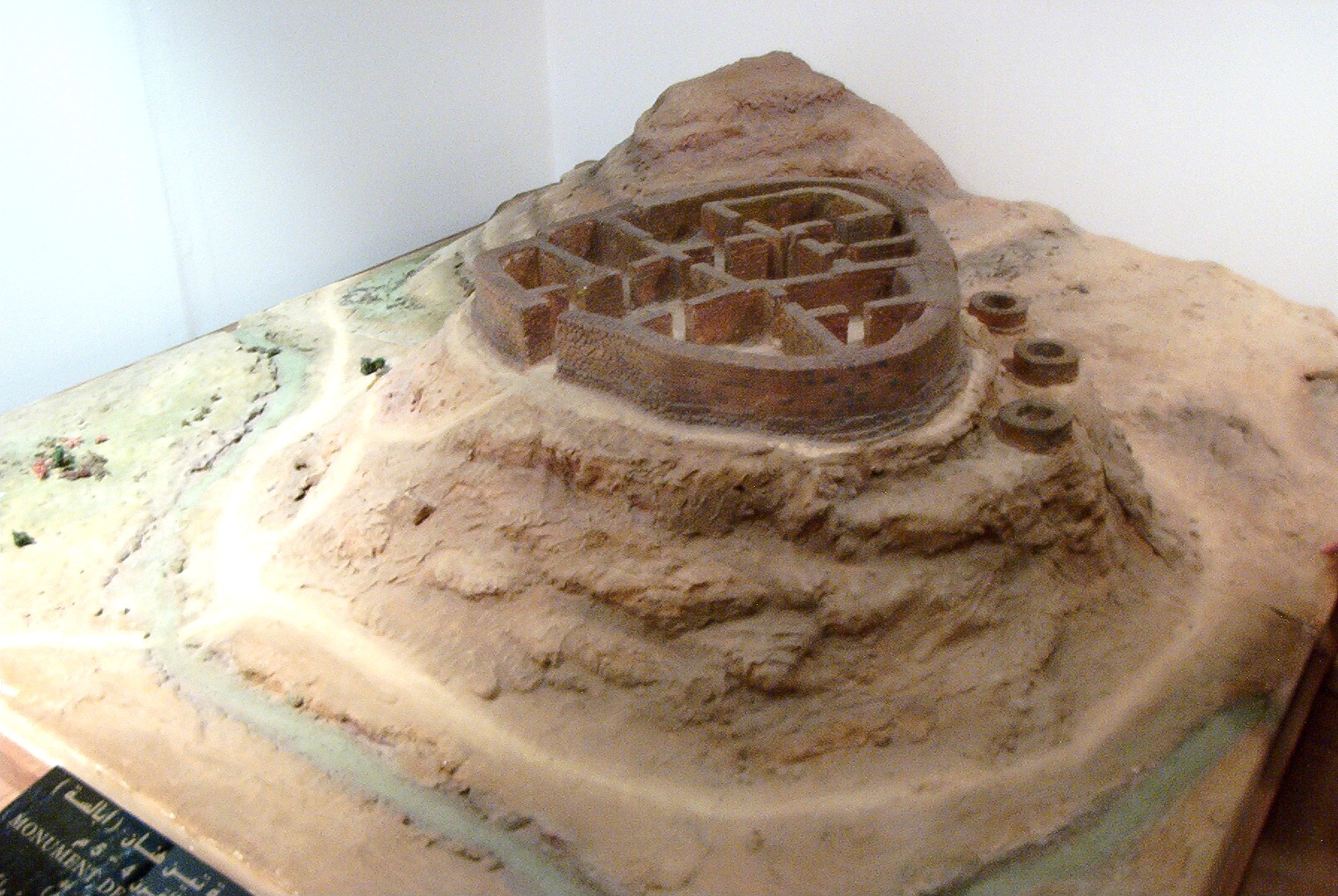
Maquette du tombeau de Tin Hinan
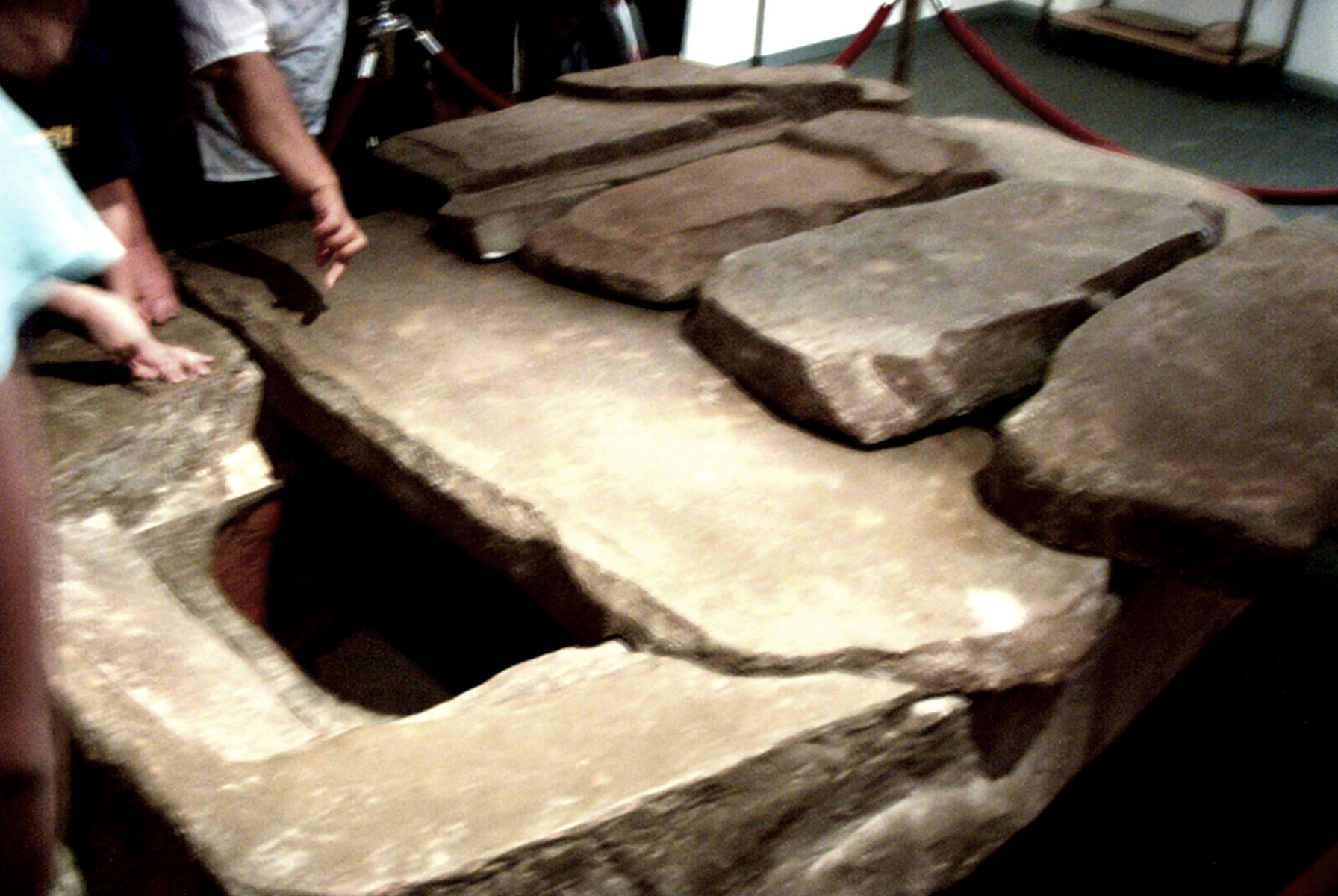
Sépulture de Tin Hinan
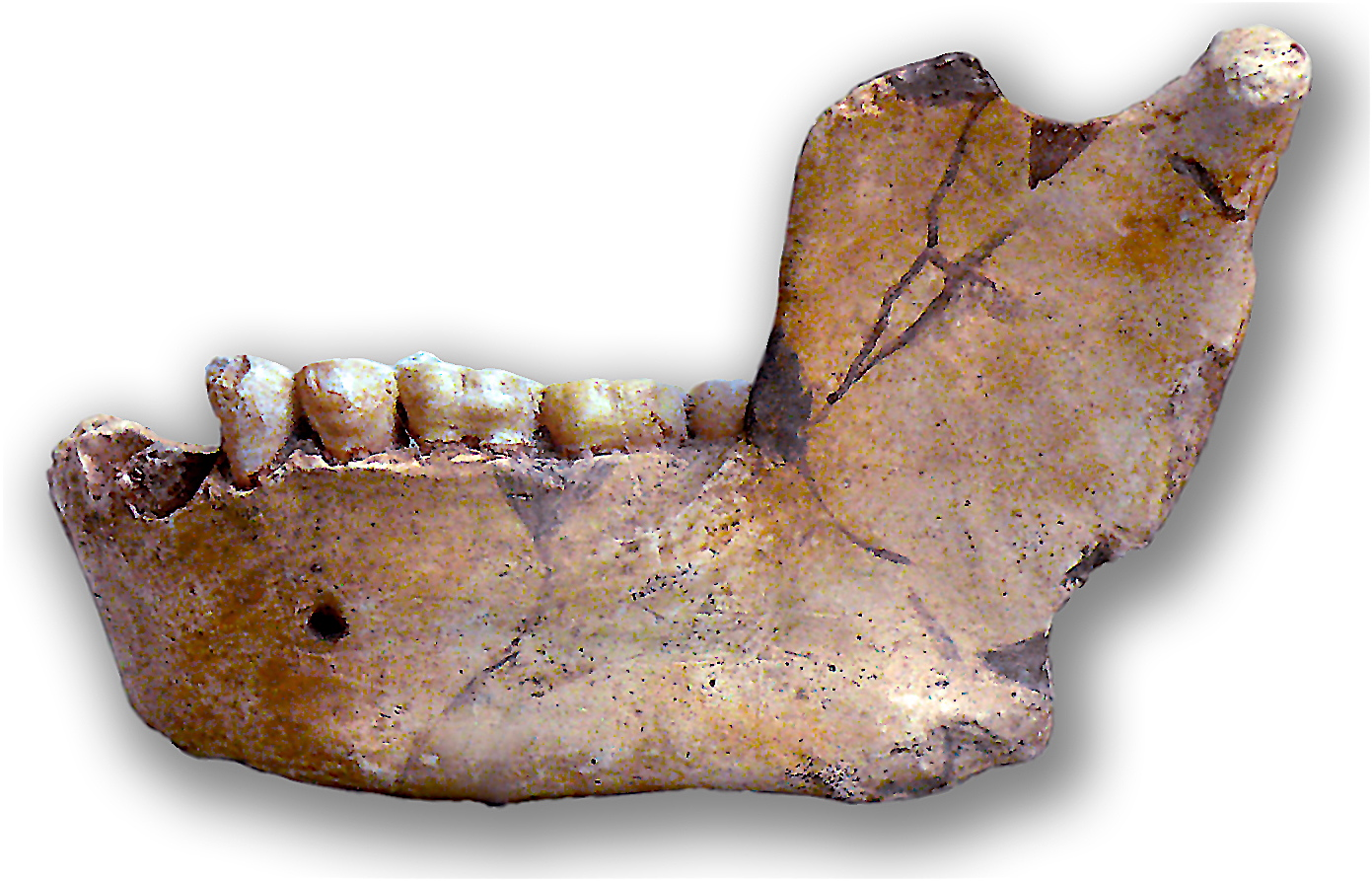
Mandibule provenant du gisement de Teghennif

### Collection ethnographique
La collection ethnographique se compose d'une section urbaine, d'une section saharienne, ainsi que d'une section consacrée à l'Afrique noire.
D'Algérie, on trouve des instruments de musique à corde, à vent et à percussion qui étaient utilisés par les orchestres citadins ou ruraux, des armes et harnais utilisés au cours des révoltes du XIXe siècle, des costumes brodés, des chaussures, babouches ou socques, ainsi que des coiffes brodées ou métalliques, des objets en dinanderie ou en bois, des bijoux en argent, la poterie modelée provenant des différentes régions rurales d’Algérie, des tissages dont les décors sont spécifiques à chaque région,.
La collection de bijoux ethnographiques algériens, une des plus importantes collections du musée, représente l’identité du pays à travers l’histoire. Cette collection reflète la richesse des techniques de fabrication et de décoration et la diversité de l’artisanat algérien, à commencer par les bijoux en argent de la région des Aurès, incrustés de pierres de verre, et ceux de la région de Kabylie, ornés de corail, ou les bijoux sobres décorés, aux différentes formes inspirées du couvert végétal et animalier de la région de l’Atlas saharien, en passant par certaines villes comme Alger, Médéa, Blida, Constantine, Oran, Tamanrasset et Adrar. La collection compte 1 435 pièces d’or et d’argent datant des XVIIIe, XIXe et XXe siècles, qui illustre la richesse et la diversité technique et de décoration de chaque région avec ses particularités. On y trouve également des bijoux découverts lors des fouilles archéologiques effectuées à travers le territoire algérien, et qui couvrent l'ensemble des dynasties qui se sont succédé dans le pays.
La section ethnographique saharienne présente un habit traditionnel tergui en cuir datant de la fin du XIXe siècle, et des bijoux en or, en argent et en bronze datant des IVe et Ve siècles. La collection contient 180 pièces de bijoux traditionnels terguis en argent datant de la fin du XIXe siècle et début du XXe siècle, offertes au musée par un collectionneur français, ainsi que des photographies sur la région d'Abalessa, son architecture et son environnement, et des toiles d'art plastique mettant en évidence la richesse et la diversité du patrimoine tergui.
La collection africaine est riche d'un millier de pièces, datées de la moitié du XIXe siècle et du début du XXe siècle. Elle est constituée de 115 sculptures, 58 masques, 141 objets de vannerie, 412 armes diverses, 41 instruments de musique, 22 objets et attributs royaux, en plus de 57 bijoux. Certains objets proviennent du fonds personnel de l'explorateur français d'origine italienne Pierre Savorgnan de Brazza. En plus de ces objets, la collection africaine du musée compte également de nombreuses acquisitions et dons, le dernier en date étant un grand tambour traditionnel offert par l'ambassade d'Afrique du Sud à Alger.

Échantillon de la collection ethnographique du musée
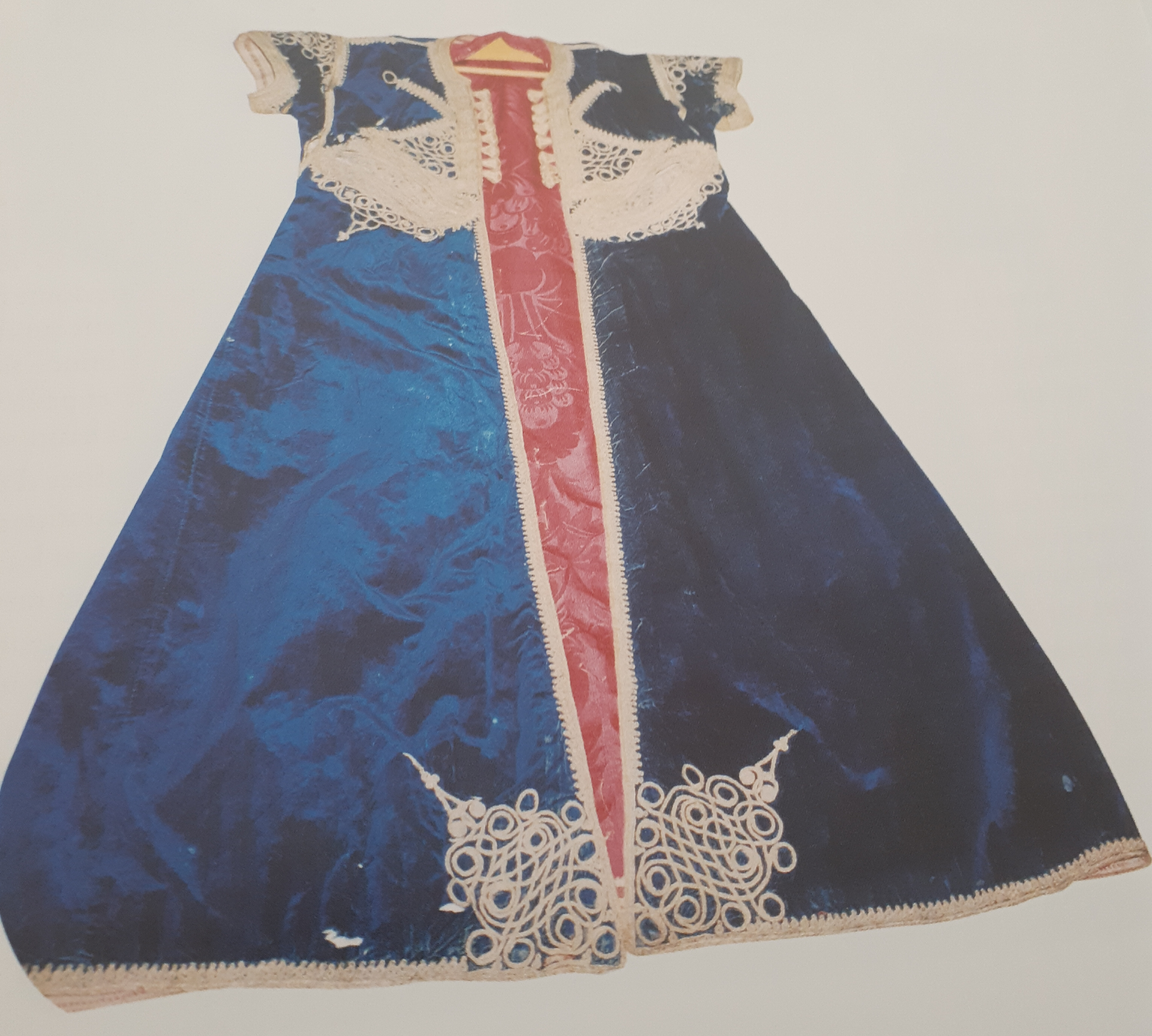
Un Caftan algérien exposé au musée
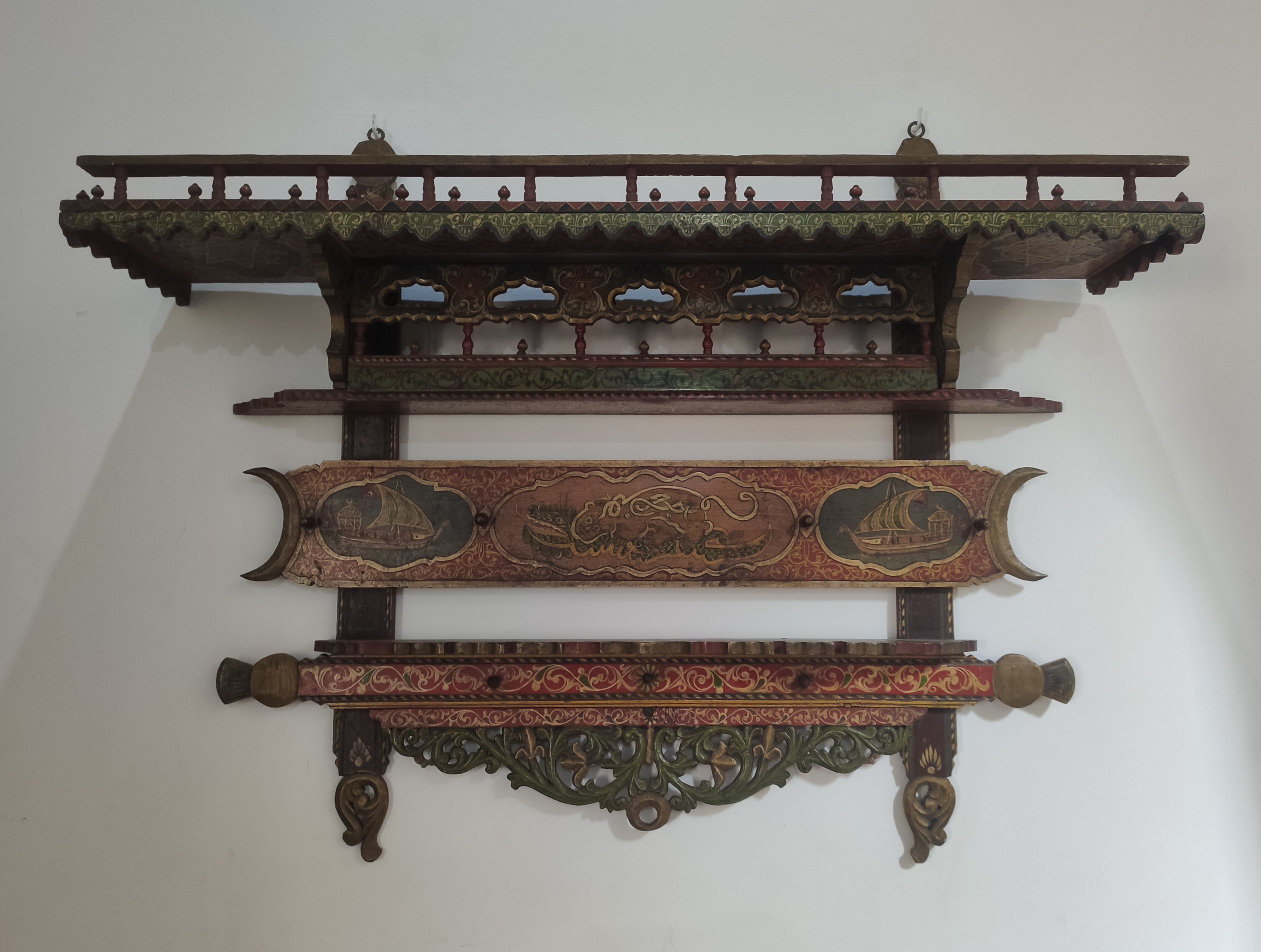
Étagère murale
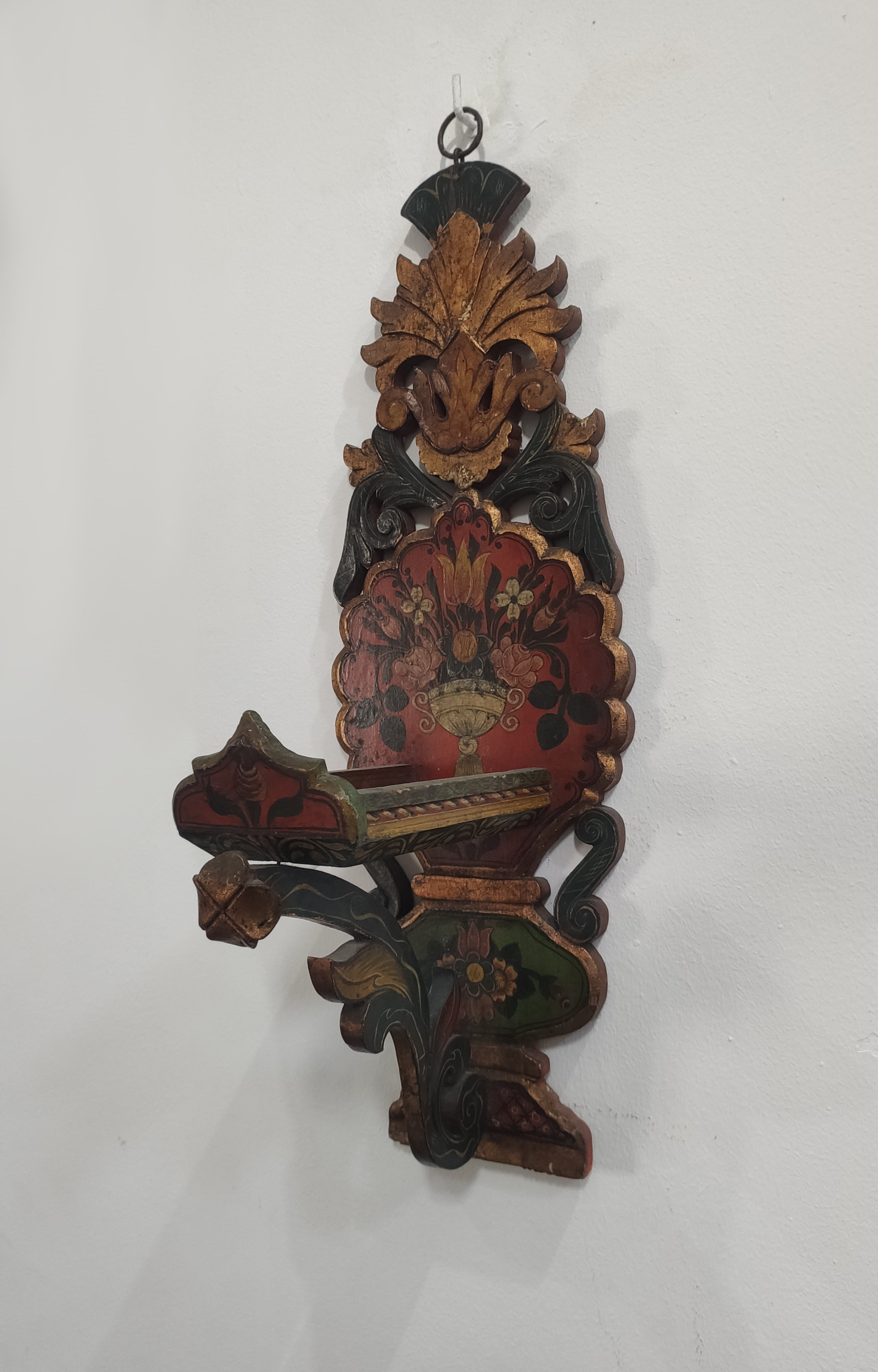
Étagère murale
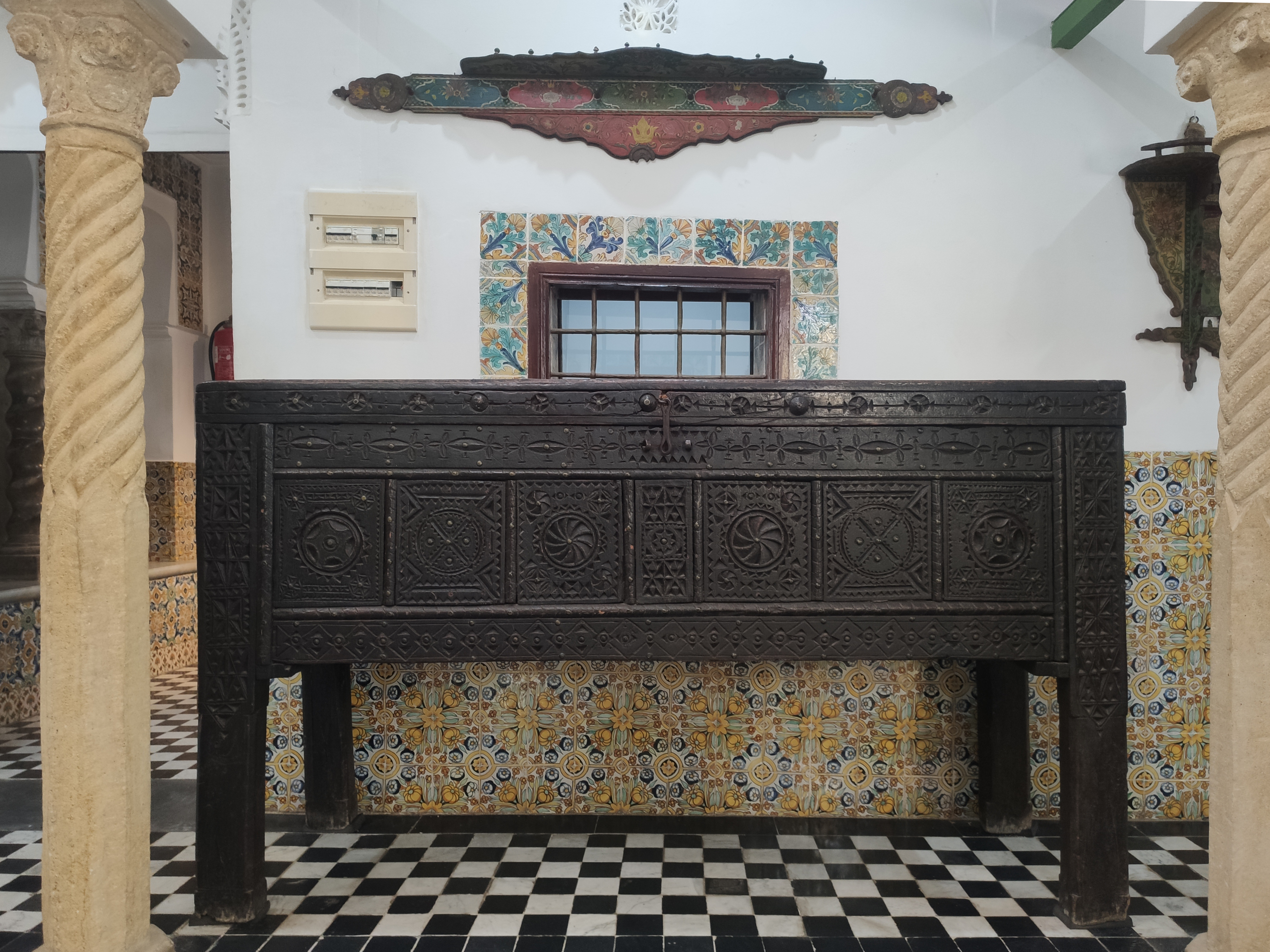
Un coffre ancien
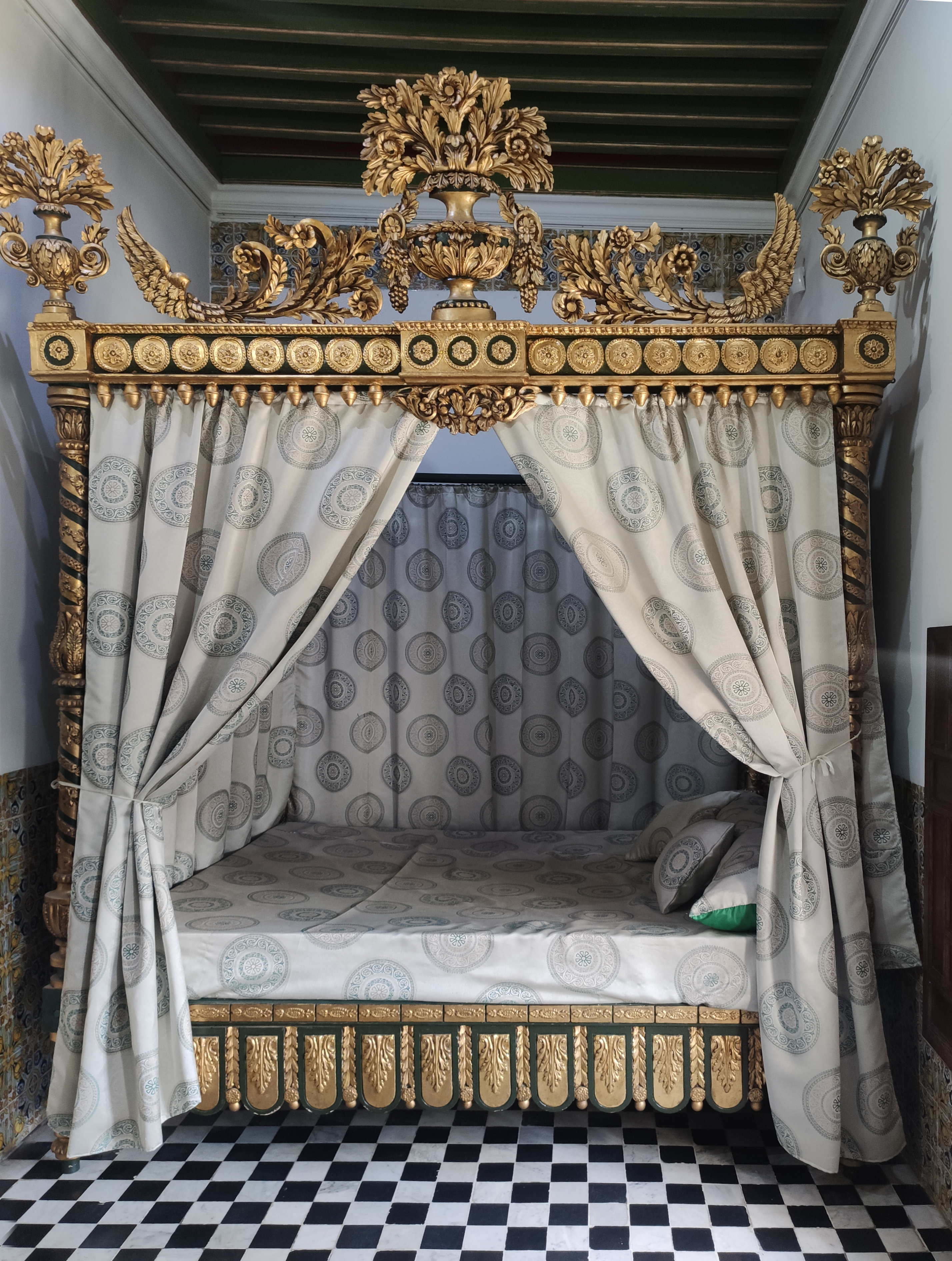
Un lit français
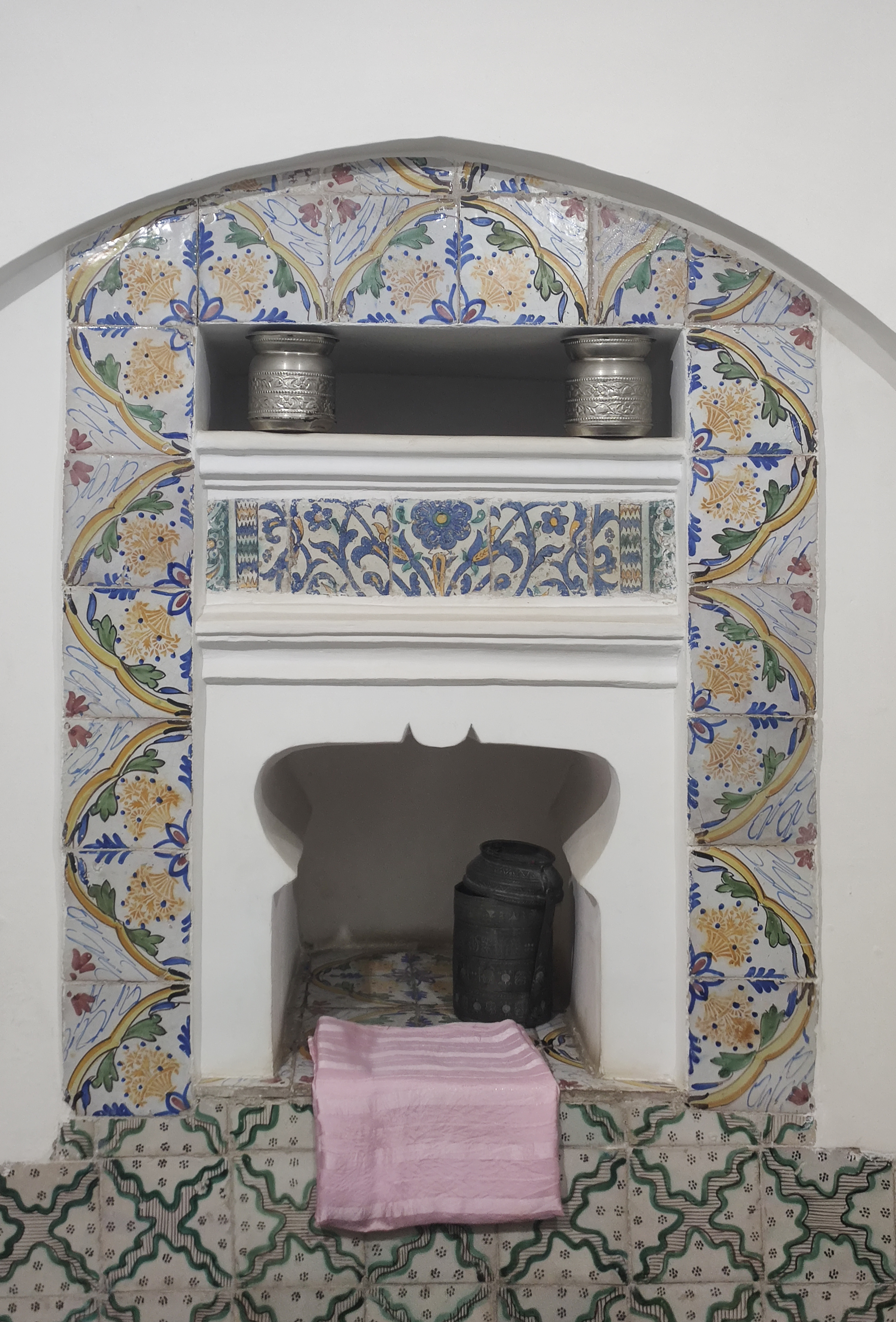
Des pièces de bain
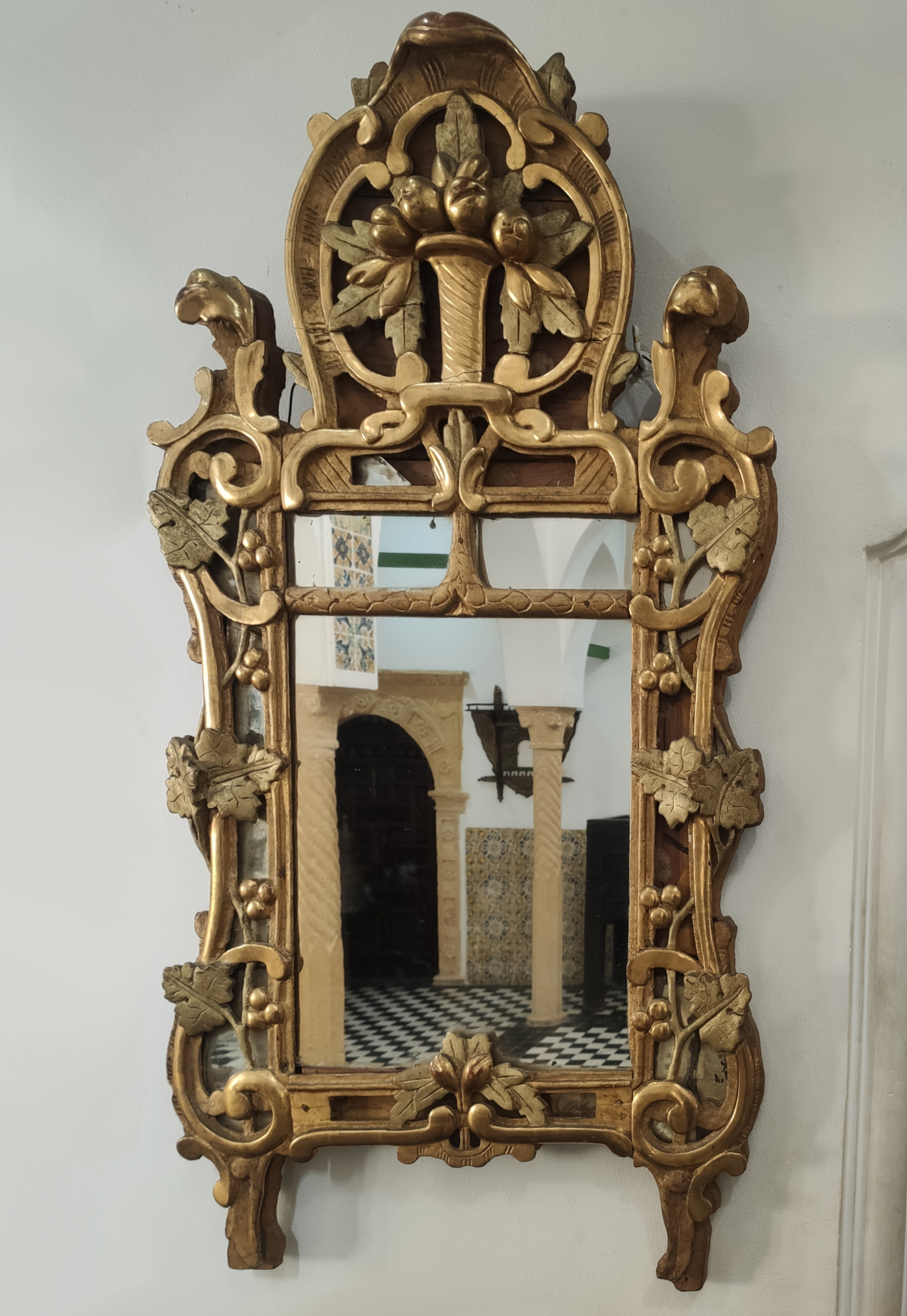
Un miroir exposé au musée
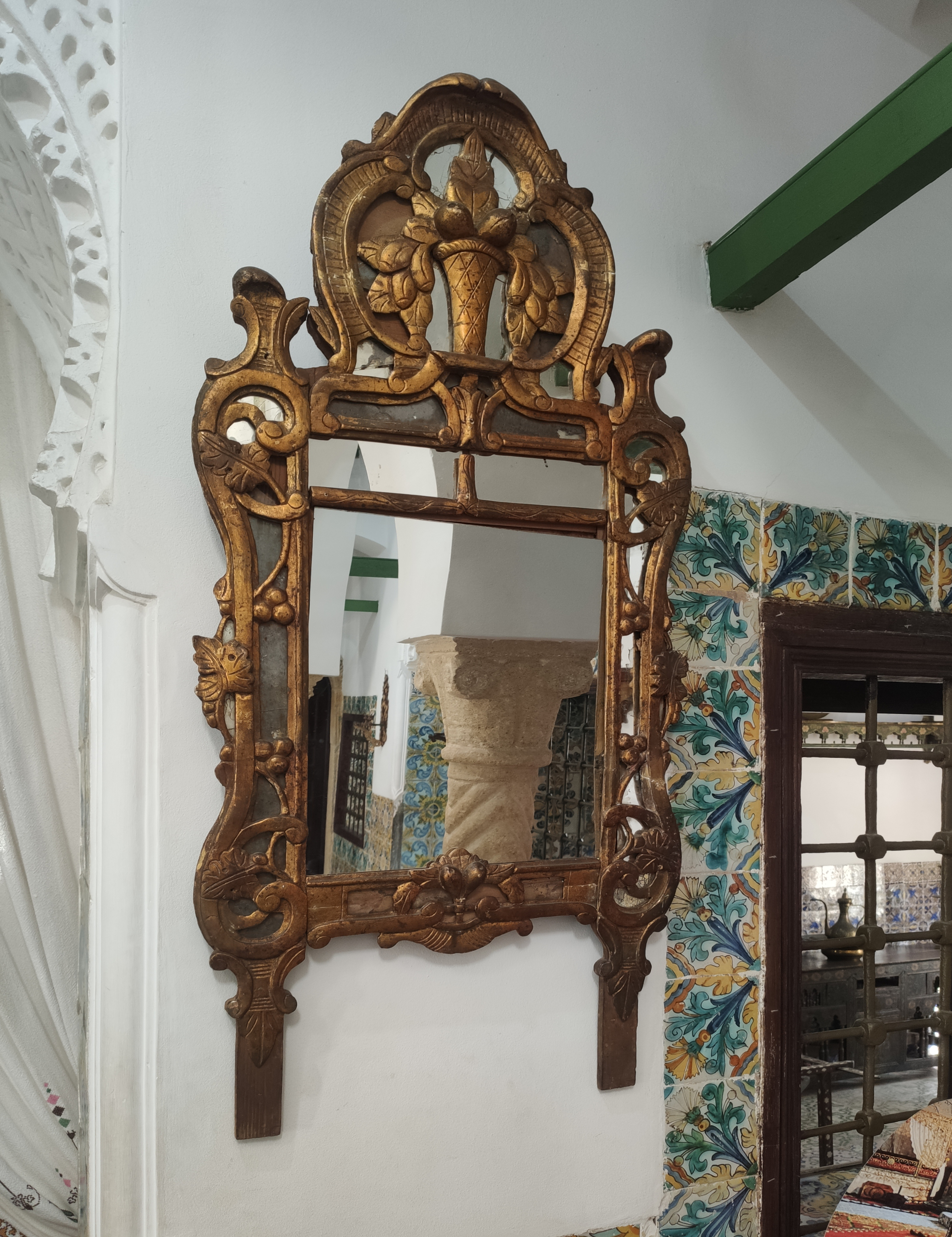
Un autre miroir exposé au musée
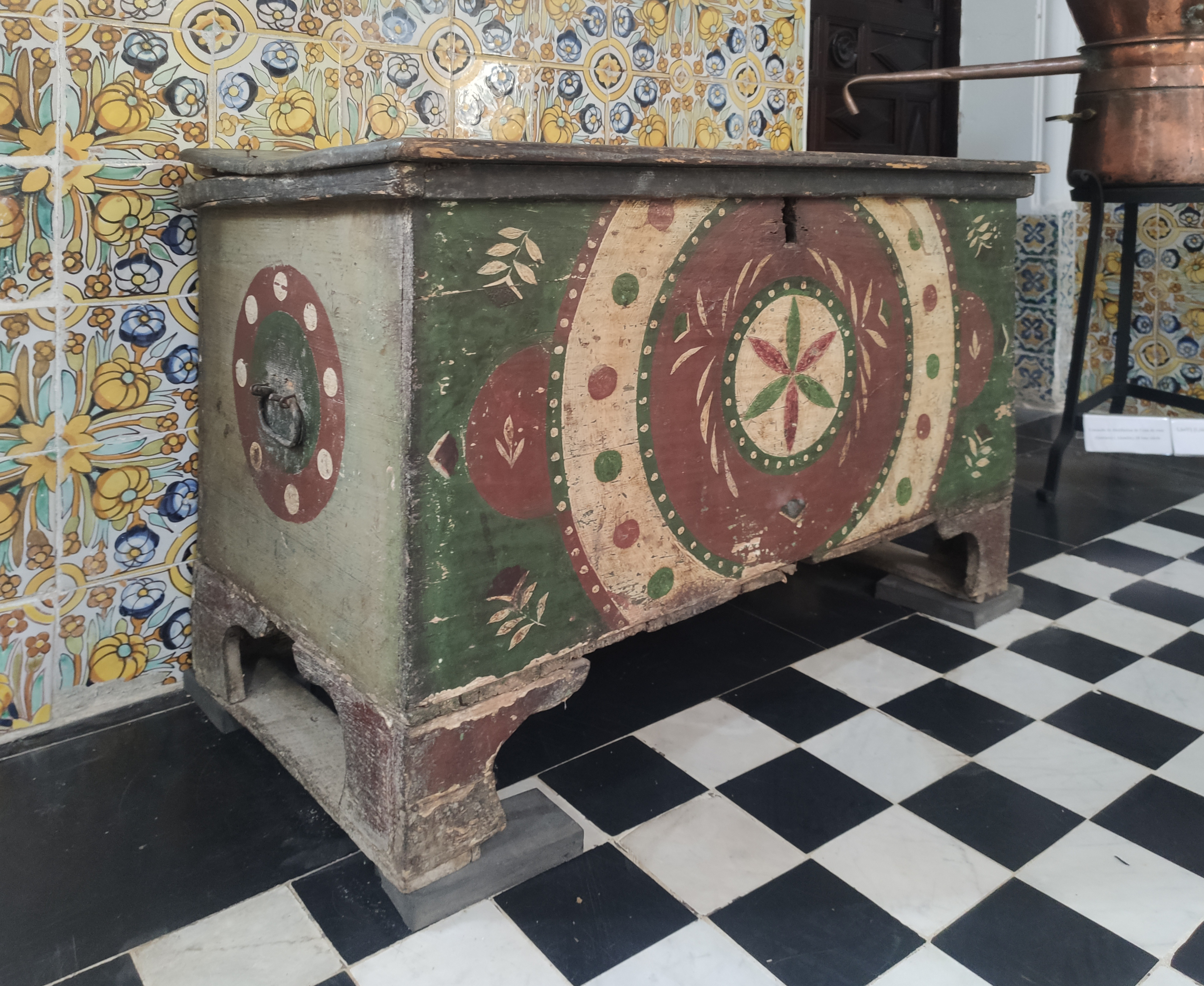
Un coffre ancien
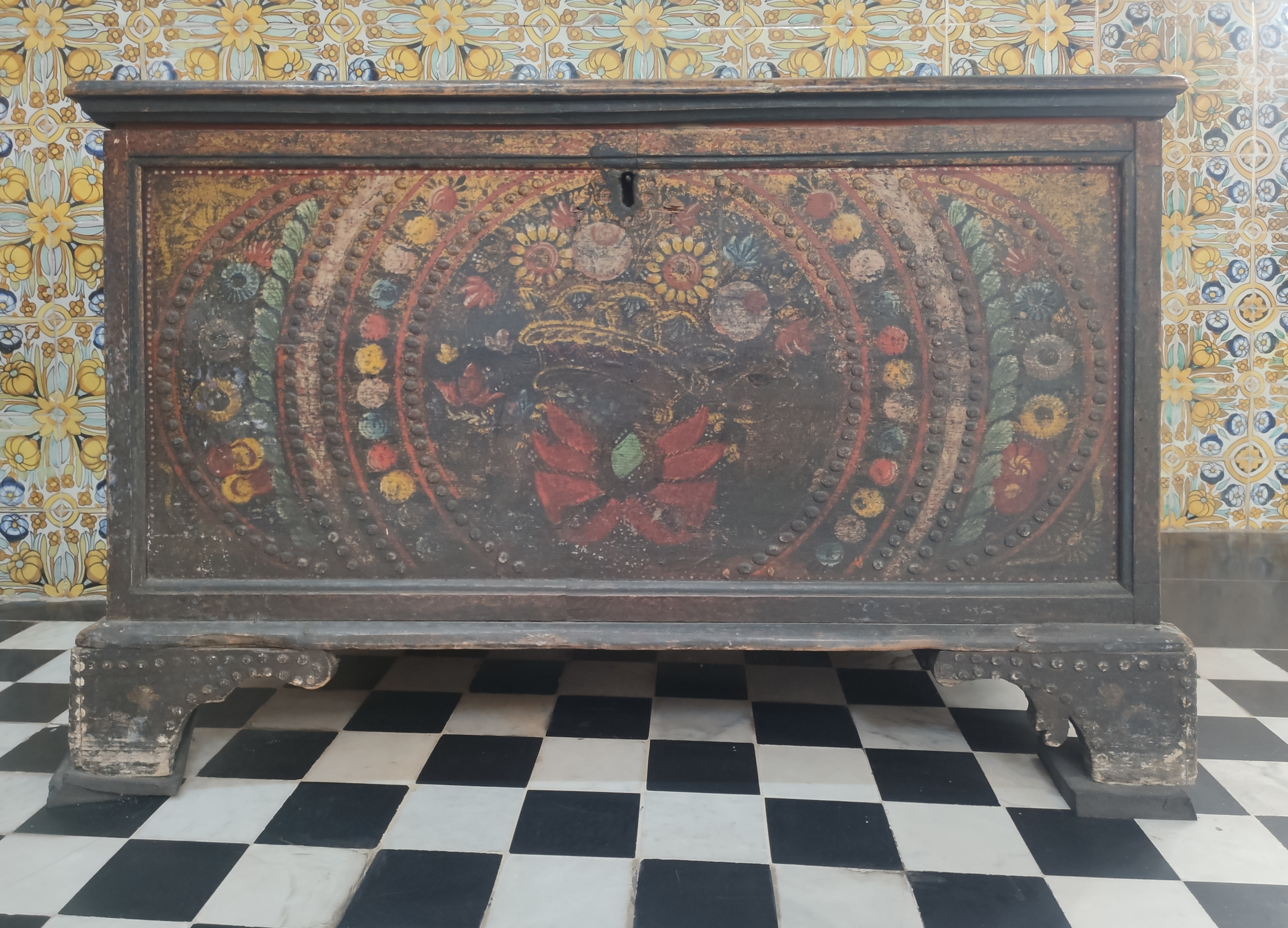
Un autre coffre ancien
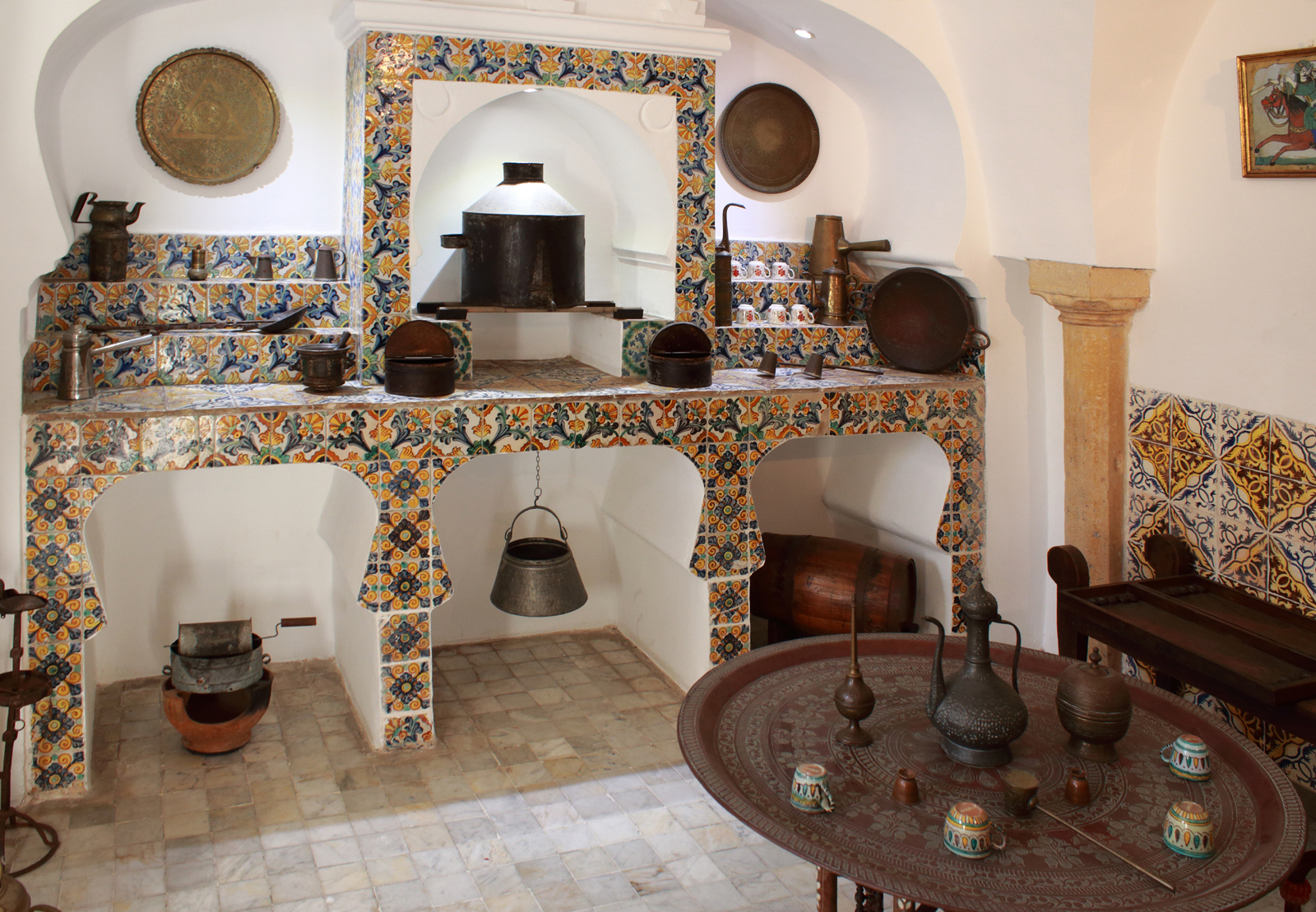
Une salle d'exposition

## Principales acquisitions et donations récentes
- En 2009, le musée a organisé une exposition sur les acquisitions (achats ou dons) durant les années 2007 et 2008. Elle est composée d’une soixantaine de pièces, représentatives de l’ensemble des 200 pièces. Les objets sont datés essentiellement des XIXe et XXe siècles. Les deux pièces importantes présentées étaient le moulage d'un fossile d’australopithèque découvert en Afrique du Sud en 1947, et une poupée rogatoire (Boughendja)[14].

- En 2016, le musée a organisé une exposition de costumes traditionnels algériens en miniature. Il s'agit d'une collection de poupées en costumes traditionnels algériens qui a été acquise auprès de la créatrice Zineb El-Mili[15].

- En 2023, le musée a reçu en don un laboratoire-photo en trois dimensions (3D) pour numériser ses œuvres d'art, offert par l'ambassade des États-Unis en Algérie et l'organisation non gouvernementale (ONG) Alliance-Patrimoine. Ce laboratoire est un outil qui facilite la mise en place d'une base de données numérique visant à préserver le patrimoine muséal algérien en cas de risques, et pour connaitre et localiser les œuvres[16].

- En 2023, l'ambassade d'Afrique du Sud en Algérie a offert au musée un grand tambour traditionnel[17].

## Direction
- Fatima Azzoug
- Rabah Drif
- Zoheir Harichane

## Galerie d'images

Quelques images du musée
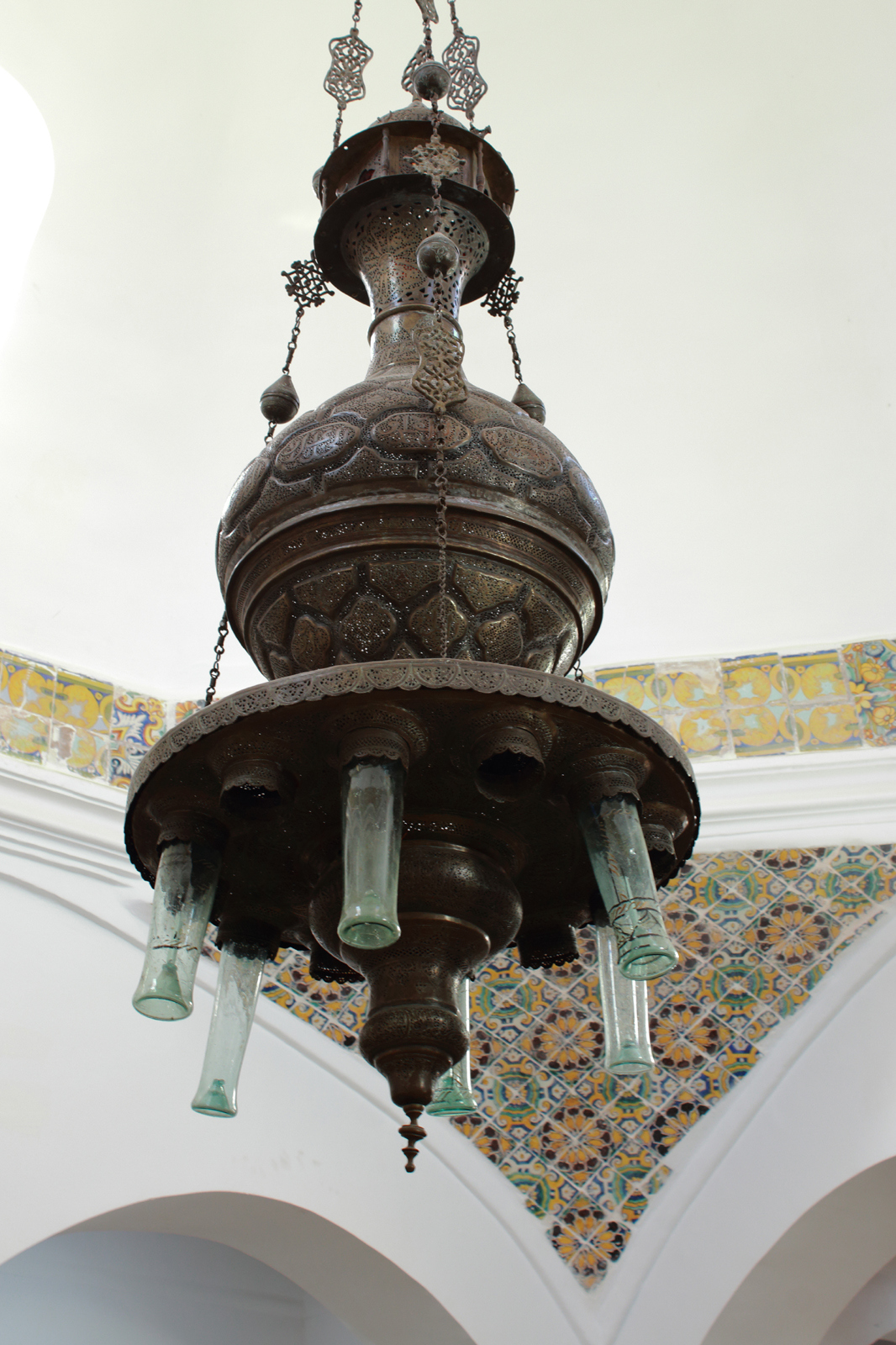
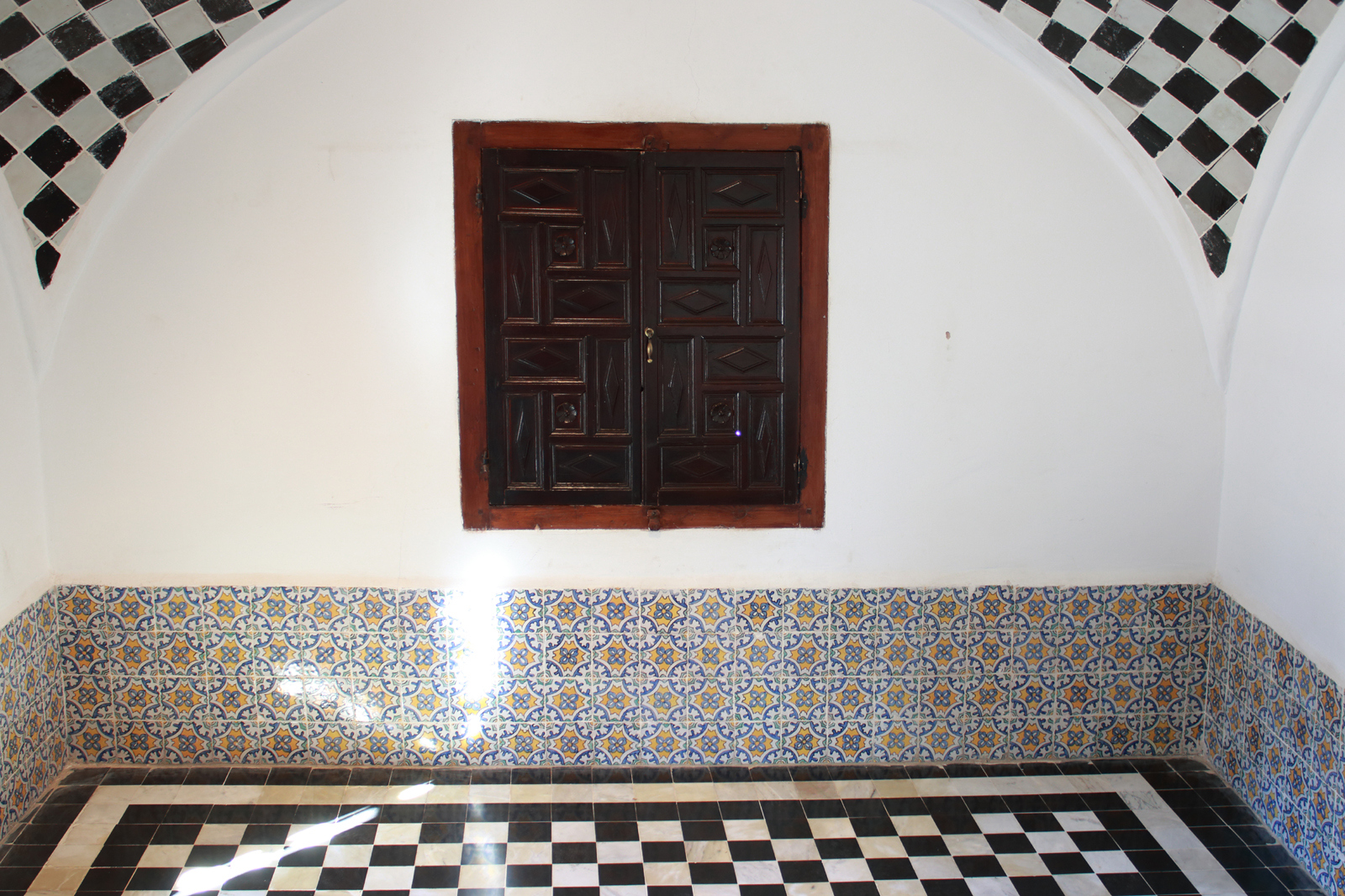
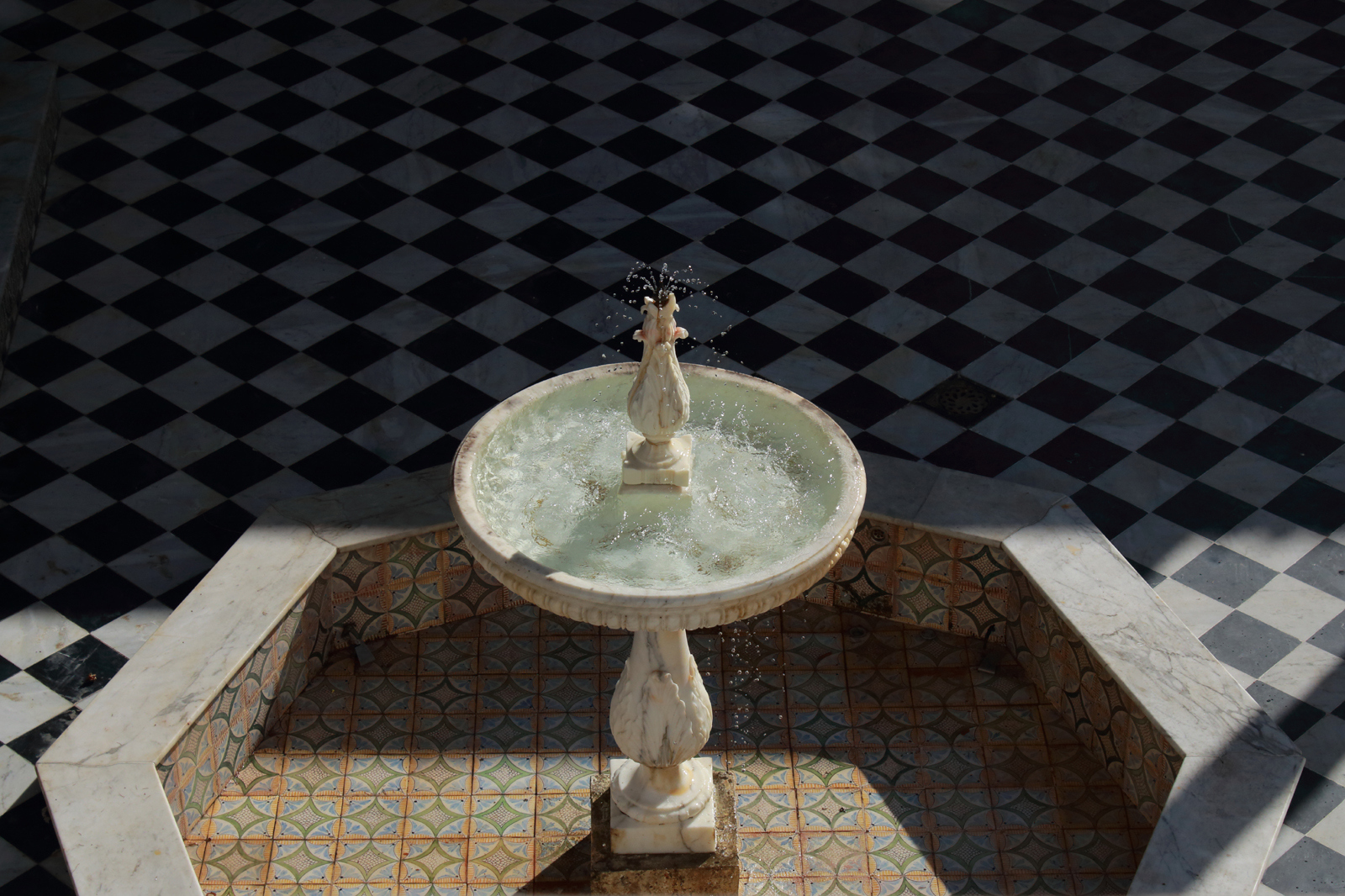
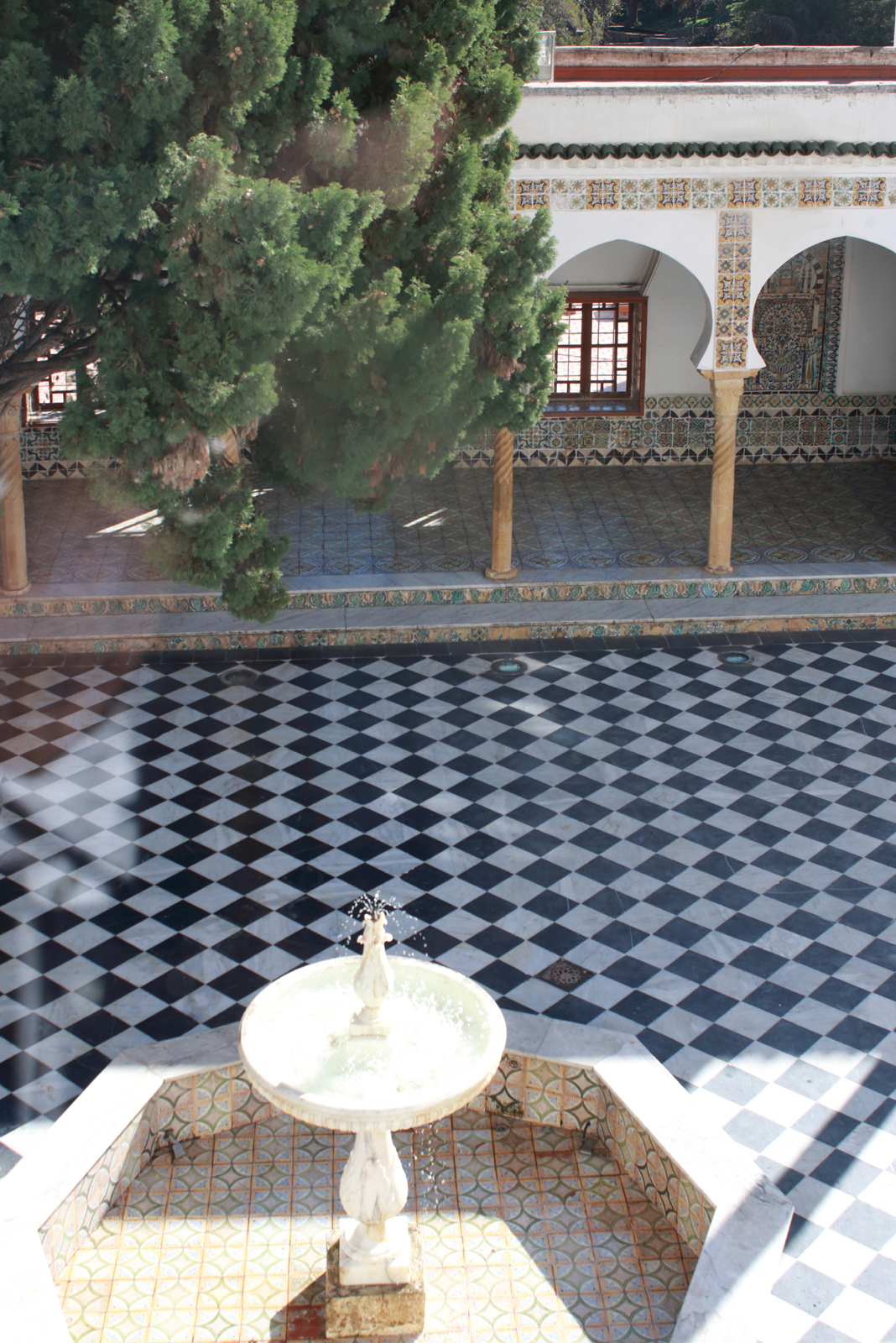
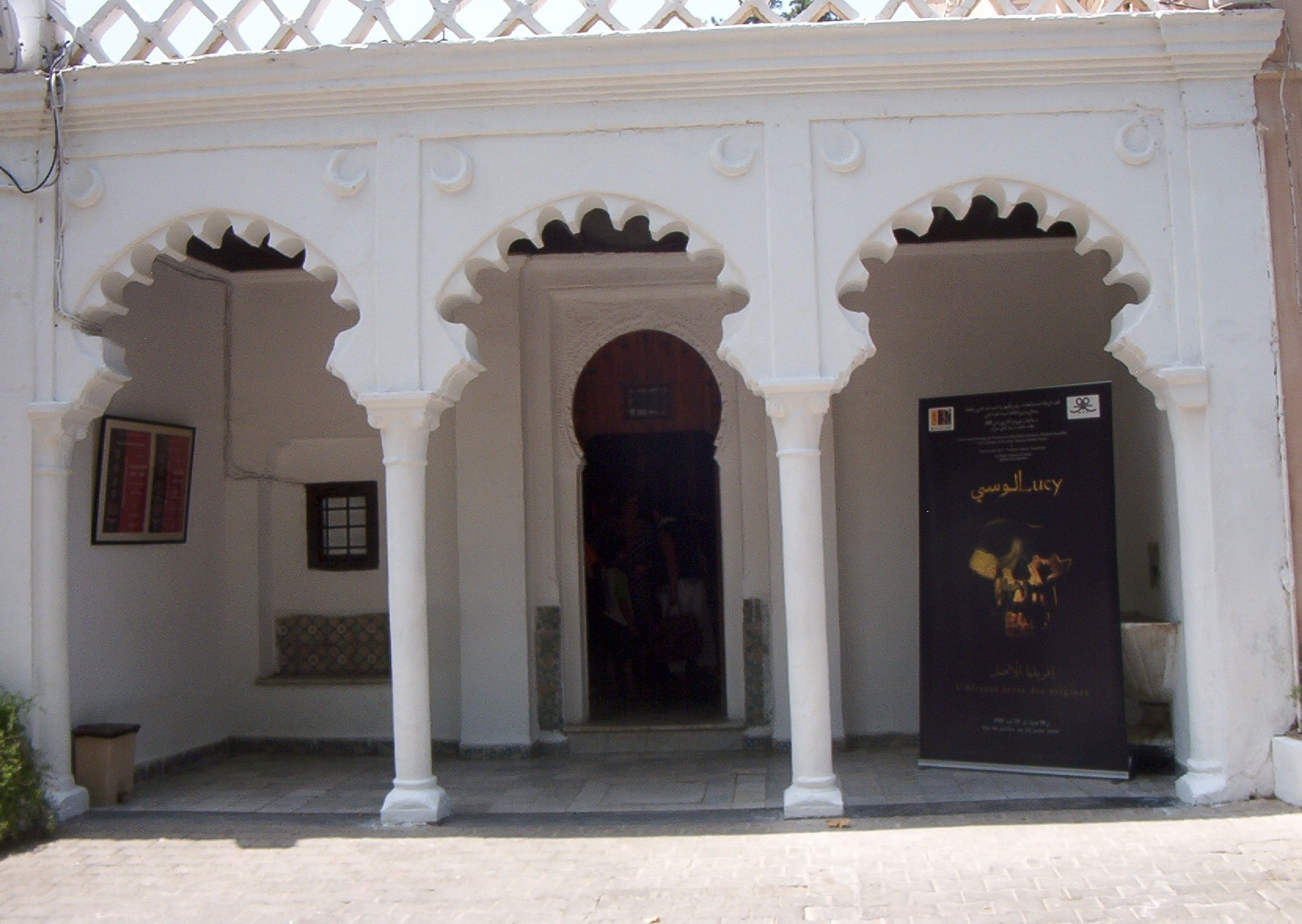
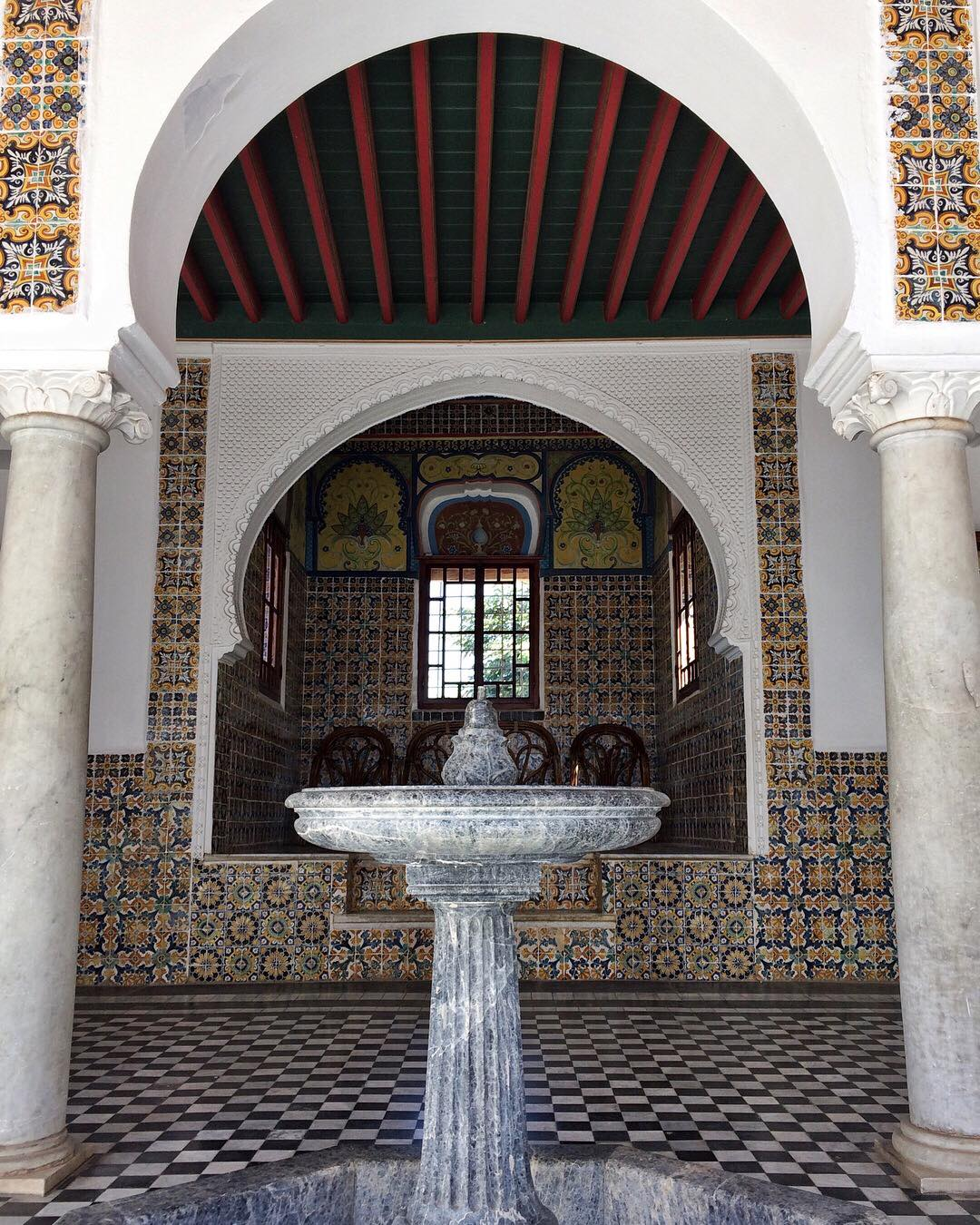
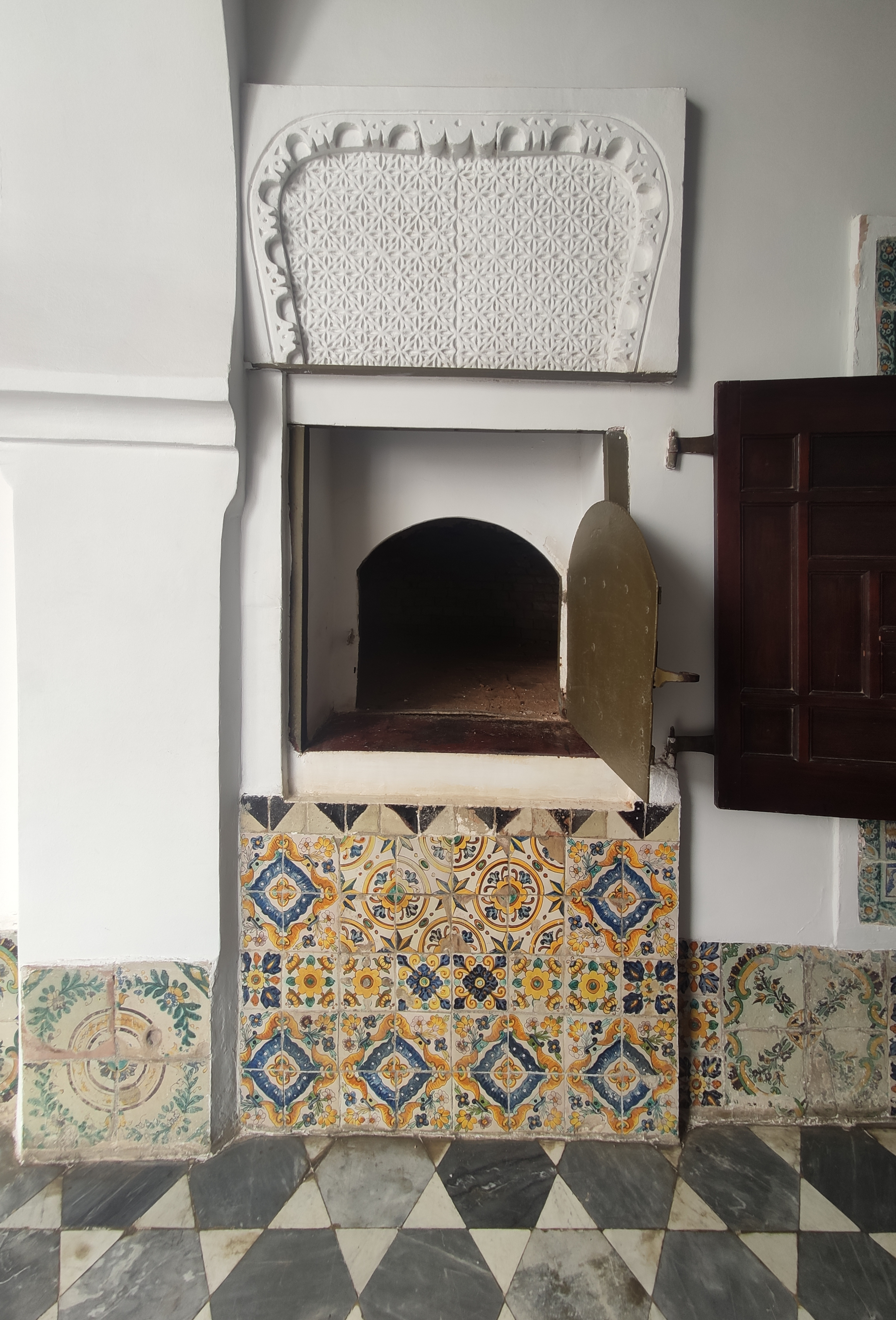
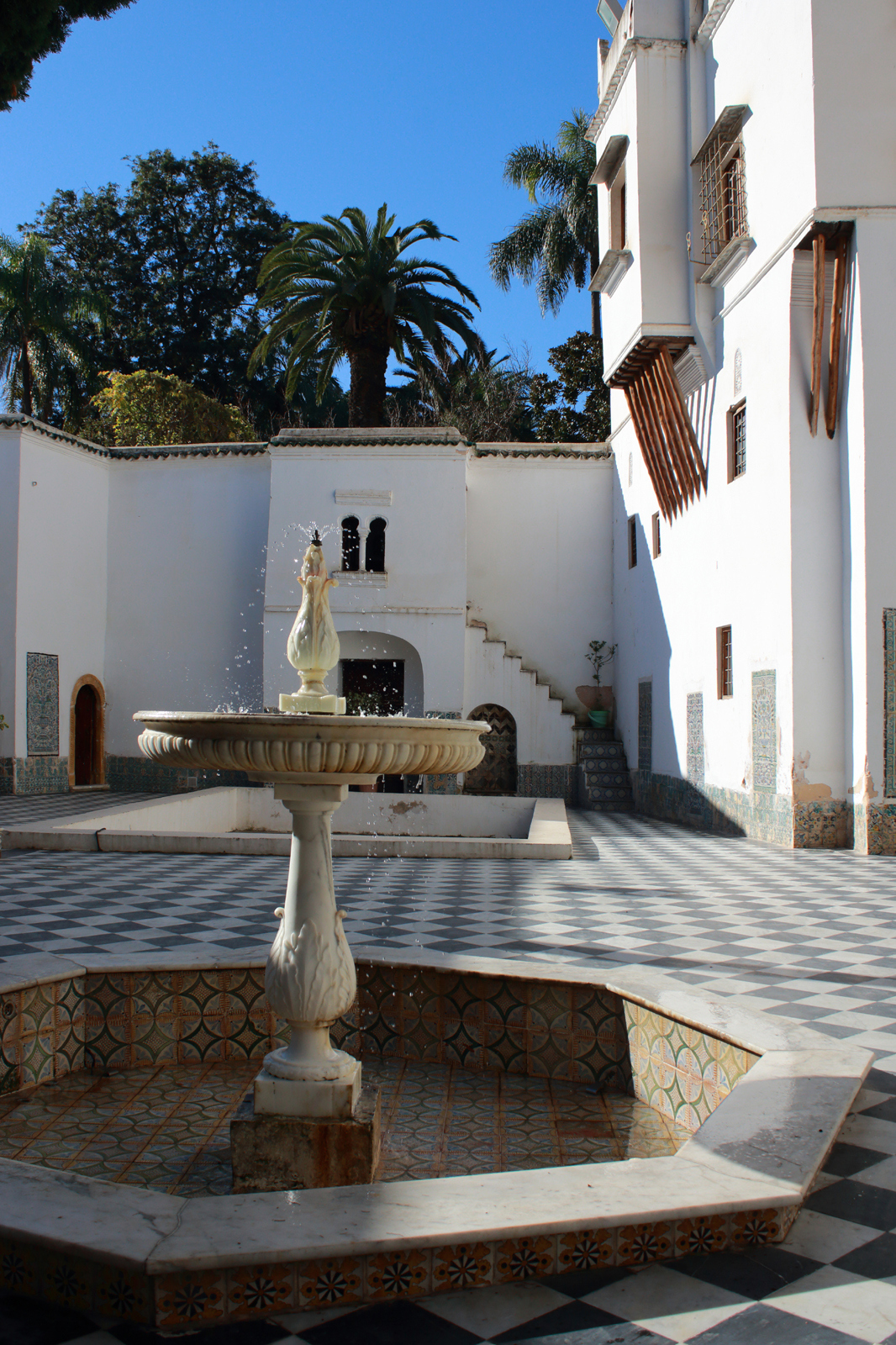
Vue sur la cour du musée